# O Nome do Gato
O Nome do gato é um curta-metragem brasileiro, com direção de Pedro Coutinho, a obra trabalha a vida de uma garota solitária que se muda para um apartamento sombrio no centro de São Paulo.
Apesar de estreante, Pedro já trabalhou como estagiário de direção do longa-metragem O Casamento de Romeu e Julieta do diretor Bruno Barreto e um ano depois trabalhou como assistente de produção no longa-metragem O Cheiro do Ralo de Heitor Dhalia. O Nome do Gato foi produzido e distribuído em 2007.

## Sinopse
Bruna, uma jovem tímida de personalidade romântica, decide morar sozinha. À procura de um apartamento, Bruna é levada até um prédio de aparência vulgar e soturna. A partir daí, coisas estranhas começam a acontecer, onde realidade, imaginação e sonhos se misturam.

## Elenco
- Bruna / Rita: Camila dos Anjos
- Locatária: Silvanah Santos
- Porteiro: André Ceccato
- Roberta: Renata Gaspar
- Marcelo: José Antonio Sé
- Menina na Festa que Beija Marcelo: Bruna Thedy
- Menina na Festa 1: Raiani Teichmann
- Menina na Festa 2: Nana Yazbeck
- Menina na Festa 3: Amanda Bonffy
- Menina na Festa 4: Carolina Puntel
- Homem no Elevador: Rodrigo Fregman
- Velha Dentro do Apartamento: Maria Aparecida Silveira
- Atendente Bar: Clayton Bonardi
- Cantora Festa Final: Greta Star
- Mordomo: Ney Piacentini
- Pessoas Nuas: Andressa Cabral, Chico Ribas, Diogo de Moura, Henrique Mello, Rodrigo Emerson, Samira Lochter,
- Senhores do Boteco: Elcio Calascibeta, Giuseppe Romano
- Senhora da Festa Final: Sebastiana Alvarenga

## Prêmios
Festival Art Dèco (Abril 2010)
- Melhor Filme
- Melhor Direção (Pedro Coutinho)
- Melhor Roteiro (Paulo da Costa e Silva)
- Melhor Fotografia (Rodrigo Monte)
- Melhor Atriz (Camila dos Anjos)[1]

Festival Audiovisual do Mercosul (2010)
- Melhor Atriz - Camila dos Anjos[1]